# (1890) Коношенкова
(1890) Коношенкова — астероид главного пояса, который был открыт 6 февраля 1968 года советским астрономом Л.И.Черных в Крымской астрофизической обсерватории.
Свой оборот вокруг Солнца этот астероид совершает за 5,76 земных года.  